# Alboglossiphonia masoni
Alboglossiphonia masoni (лат.) — предполагаемый вид плоских пиявок (Glossiphoniidae) из Новой Зеландии. С точки зрения Международного кодекса зоологической номенклатуры название невалидно, поскольку представляет собой nomen nudum.

## Название и таксономия
Первоначально вид был определён Джулией Мэйсон Стюарт как Alboglossiphonia heteroclita (на момент написания статьи в 1974 году относимый к роду Glossiphonia). Несмотря на присутствие в статье указаний на отличия обнаруженных экземпляров от ранее описанных представителей этого вида, эти отличия были сочтены недостаточно значимыми для выделения нового вида. Однако, во 2 томе книги Leech biology and behaviour (Рой Сойер, 1986) эти экземпляры фигурируют в качестве отдельного вида Alboglossiphonia masoni с указанием авторства Мэйсон, хотя в действительности это неверно. Описание в качестве нового вида Сойером не приводится, в связи с чем, согласно ст. 13.1.1 Международного кодекса зоологической номенклатуры, название является невалидным.
Видовой эпитет masoni дан в честь Джулии Мэйсон Стюарт (англ. Julia Mason Stuart).
Молекулярно-генетические данные отсутствуют. В статье «Alboglossiphonia afroalpina sp. nov. and Alboglossiphonia buniana sp. nov. — two new leech species from Africa and revision of the genus Alboglossiphonia Lukin, 1976 in Africa» (2023) упоминается в качестве отдельного вида и на основании морфологических соображений сближается с такими видами, как Alboglossiphonia disuqi, Alboglossiphonia heteroclita, Alboglossiphonia hyalina, Alboglossiphonia kashiensis, Alboglossiphonia lata, Alboglossiphonia pahariensis, Alboglossiphonia striata, Alboglossiphonia tasmaniensis и Alboglossiphonia weberi. В частности, для этой группы видов характерна общая гонопора.

## Описание
Общая длина тела в растянутом состоянии составляет 10 мм, ширина в наиболее широком месте — 2 мм; в сжатом состоянии 6 мм и 2,5 мм соответственно. Тело листообразное, уплощённое в спинно-брюшном направлении. Поверхность тела без заметных сосочков.
Окраска бледная, желтовато-кремовая, ближе к краям светлеющая. Тело на всём протяжении полупрозрачно, на спинной стороне с небольшими пятнами коричневого цвета, расположенных регулярным паттерном.
Тело сегментированное, насчитывает 28 сегментов и 70 колец. Первые 6 колец слагают переднюю присоску, причём около 2 кольца открывается ротовое отверстие.
На переднем конце тела имеется три пары глаз, расположенные на 5, 6 и 7 кольцах соответственно, передняя пара глаз сильно сближена.
Имеется мускулистый хоботок, влагалище которого доходит до середины XIII сегмента. Также в XIII сегменте присутствует ряд тёмноокрашенных округлых желёз пищевода, плотно прилегающих к стенке пищеварительного канала. Короткий пищевод соединяет хоботок с желудком, который занимает XIV—XIX/XX сегменты и имеет 6 пар карманов (отростков), кзади увеличивающихся в размерах. Каждый карман образует 3 или 4 доли. Последняя пара карманов продолжается назад, достигая границы XXV и XXVI сегментов. Слюнные жлезы одноклеточные, диффузные, располагаются вблизи хоботка и первых двух пар карманов, соединяясь с пищеварительным трактом очень узкими протоками. Желудок резко сужается на границце XIX и XX сегментов, образуя пилорический сфинктер, отделяющий его от кишки. Кишка доходит до XXV сегмента, образуя 4 пары небольших карманов в XX—XXIII сегментах, а затем переходит в прямую кишку. Анальное отверстие располагается на границе XXVII и XXVIII сегментов, XXVIII сегмент состоит из единственного постанального кольца.
Нефридии располагаются в сегментах VII—X и XII—XXIII, всего их 16 пар (для Alboglossiphonia heteroclita характерно наличие 14 пар нефридиев). Каждый нефридий открывается нефридиопорой наружу в области центрального кольца своего сегмента.
Гермафродиты. Имеются семенной и яйцевой мешки. Половое отверстие (гонопора) общее, открывается между первым и вторым кольцами XII сегмента. Семенные мешки располагаются в промежутках между карманами желудка, занимая сегменты с XIII/XIV по XVIII/XIX. Семявыносящие протоки вначале идут вперёд, однако затем изгибаются и отходят кзади, занимая сегменты XII—XV и затем переходя в семяизвергательные каналы, идущие назад и открывающиеся в атриум на уровне границы XI и XII сегментов. Женская половая система представлена двумя продольными яйцевыми мешками, идущими от XXVII сегмента вперёд вплоть до их объединения в вагину (XI/XII), открывающуюся гонопорой.
В коконе 25—30 яиц. Молодые экземпляры трёхнедельного возраста имеют размеры 2 мм в длину и 0,5 мм в ширину; их половая система ещё не развита, однако пищеварительный тракт уже сформирован, однако первая пара карманов желудка отсутствует (ювенильный признак многих Glossiphonia и Alboglossiphonia).

## Образ жизни
Исключительно пресноводный вид. Все исследованные экземпляры обнаружены в небольших ручьях прикреплёнными к твёрдым субстратам: камням, древесным остаткам или водной растительности. Питание в естественной среде не наблюдалось, однако в лабораторых условиях пиявки поедали ткани брюхоногих моллюсков, являясь скорее хищниками, нежели паразитами.

## Распространение
Обнаружена в Новой Зеландии, где встречается от Порт-Уэйкато (англ. Port Waikato) на Северном острове до Отаго на Южном острове.